# ارتش کراکوف
سپاه کراکوف (لهستانی: Armia Kraków) نیرویی بود که ۲۳ مارس ۱۹۳۹ به عنوان یکی از محورهای اصلی دفاع لهستان در برابر تهاجم آلمان نازی ایجاد گشت. این سپاه از ۵ لشکر پیاده‌نظام، دو تیپ سواره نظام و یک تیپ کوهستانی تشکیل شده بود که در مجموع ۵۹ گردان، ۲۹ اسکادران، ۳۵۲ عراده توپ، ۹۰ تانک، ۲ قطار زرهی و ۴۴ هواپیما را شامل می‌شدند.
وظیفه اصلی سپاه کراکوف دفاع از مرزهای جنوب غربی لهستان و مناطق صنعتی سیلزی علیا به همراه کوهپایه‌های کارپاتی و لهستان کوچک بود. این سپاه در برابر نیروهای متخاصم آلمانی توان کمتری داشت. به خصوص در شمال چستوهووا که توان اصلی واحدهای زرهی آلمان در آن متمرکز گشته بود و محل ارتباط سپاه کراکوف با سپاه ووچ بود واحدهای لهستانی در همان روزهای ابتدایی جنگ به صورت کامل تار و مار شدند که راه نفوذ نیروهای آلمانی به درون خاک لهستان را گشود.